# سن-پیر-دو-لا-ریوییر-دو-سود، کبک
سَن-پیِر-دو-لا-ریوییِر-دو-سود (به فرانسوی: Saint-Pierre-de-la-Rivière-du-Sud) قصبه ی در منطقه شهری مومانی منطقه شودییر-آپالاش در استان کبک کانادا است. در سرشماری سال ۲۰۱۱ این قصبه ۹۱۵ نفر جمعیت داشته‌است و مساحت آن ۹۲٫۲۸ کیلومتر مربع است.